# Carga (transporte)
La carga es el conjunto de mercancías que se transportan por cualquier vehículo o herramienta de transporte.
Los factores clave que influyen en el precio del transporte de carga son múltiples: entre otros están el peso, el volumen, la distancia, la velocidad, la naturaleza (carga al garete o carga unitaria; deperible; explosivo; radioactivo), las precauciones particulares (temperatura, humedad, fragilidad) o la peligrosidad.
La carga en transporte marítimo puede clasificarse de muchas maneras; teniendo en cuenta el embalaje y la manipulación se distinguen la mercancía a granel: los graneles pueden ser sólidos, entre los que se distinguen graneles mayores (cereales, mineral de hierro, fósforo) y graneles menores (azúcar, fertilizantes, productos forestales, minerales no férricos, sulfuros…); líquidos ( petróleo crudo y sus derivados, productos químicos, aceites, bebidas alcohólicas…); y, finalmente, gaseosos (gas de petróleo y gas natural). Se depositan en las bodegas o tanques de los barcos , que suelen estar compartimentados por mamparas.
Del otro lado está la carga general: es toda la mercancía no incluida en el concepto de granel, desde materias primas hasta productos de consumo (bienes de equipo, productos manufacturados, productos alimenticios, cargas refrigeradas…). Puede ser: carga general paletizada (los palets se sitúan en las bodegas de los cargueros generales); carga general en contenedores (los contenedores se cargan sobre la cubierta o en la bodega del barco); y, por último, carga general rodada (vehículos sobre ruedas que acceden a las bodegas de los buques de carga horizontal (ro-ro) adaptados para este tipo de carga).
En el transporte aéreo es importante que se busque un equilibrio entre la carga de pago y el alcance del avión. En este contexto del transporte aéreo, las personas que no forman parte de la tripulación se consideran carga de pago. Cuanta más carga de pago se introduzca en un avión menos combustible se podrá llevar y, además, el avión pesará más, y por tanto se podrá recorrer mucha menos distancia. Dependiendo del tipo de carga de pago, los aviones suelen clasificarse en aviones comerciales y aviones de carga.

## Descripción
.

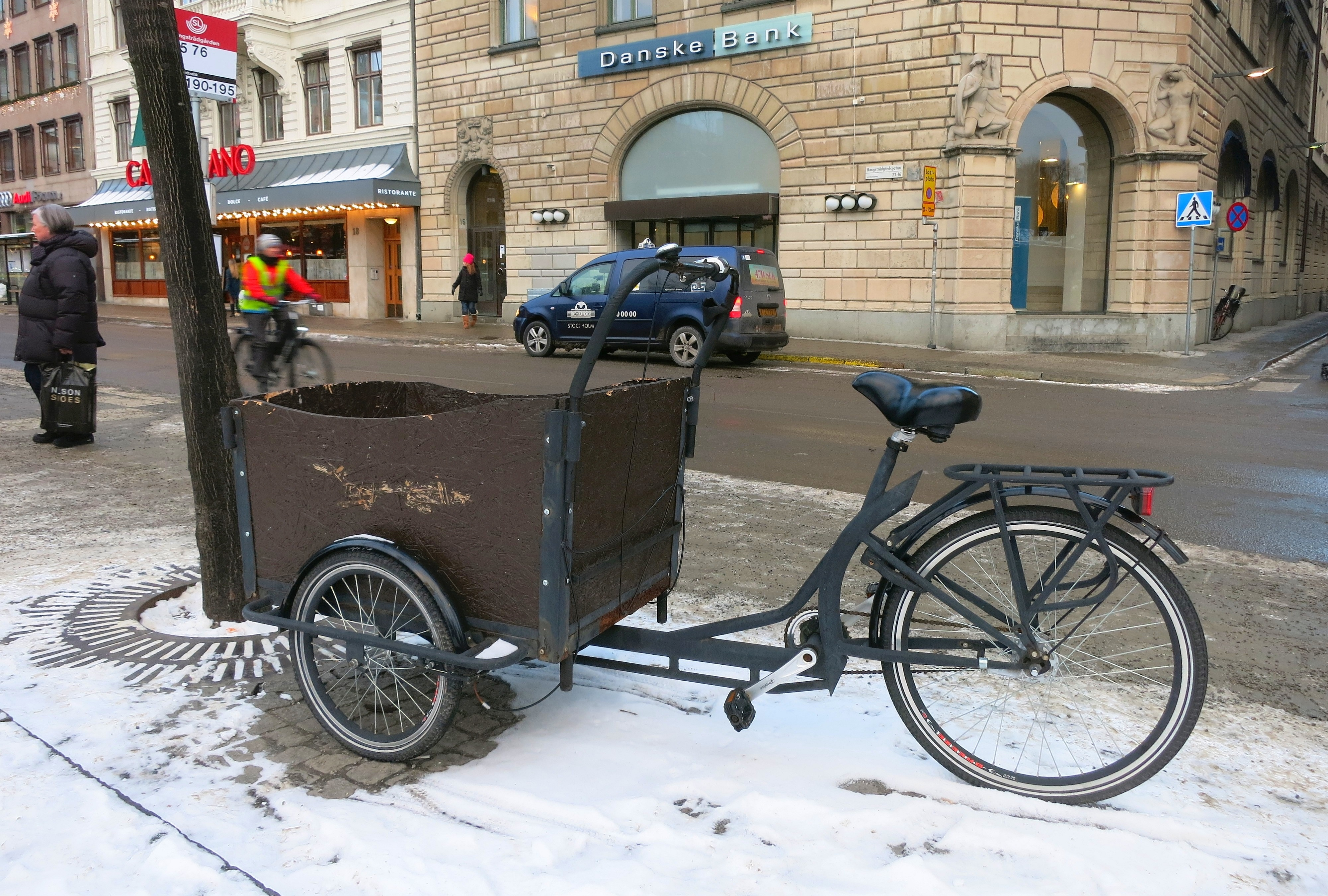
Transporte de carga muy pequeño-un triciclo de carga.

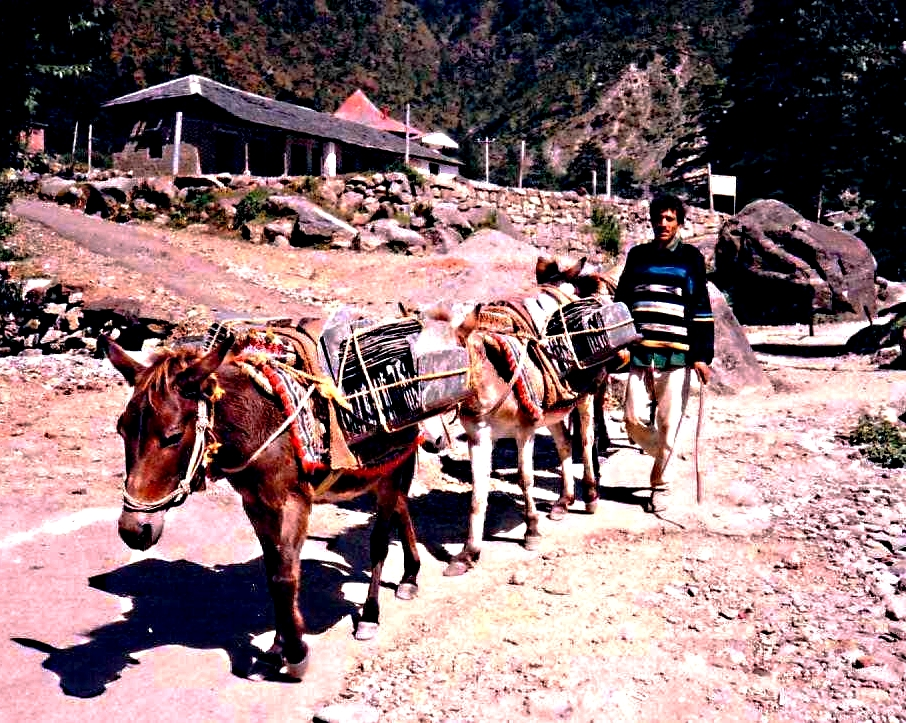
Mulas utilizadas para el transporte de mercancías, cargando tejas de pizarra en India en 1993

La carga puede viajar a través de diferentes modos:

### Marina

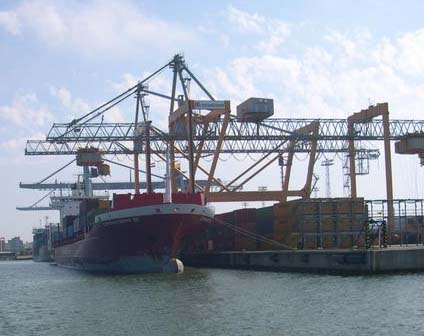
Barco de carga en el Puerto de Helsinki en Finlandia.

Las terminales de puerto marítimo manejan una amplia gama de cargas marítimas.
1. Carga general son mercancías que se manipulan y estiban por partes en cierto grado, a diferencia de la carga a granel o en los modernos contenedores de embarque. Normalmente se agrupan en lotes para su izado, ya sea con redes de carga, eslingas, cajas, o apiladas en bandejas, paletas o patines; en el mejor de los casos (y hoy en día en su mayoría) se izan directamente dentro y fuera de las bodegas de un buque, pero por lo demás dentro y fuera de su cubierta, mediante  grúas presentes en el muelle o en el propio buque. Si se izan en cubierta en lugar de en la bodega, las cargas unitarias elevables o rodantes, como sacos, barriles/tinas, cajas, cartones y cajones, deben ser manipuladas y estibadas de forma competente por los estibadores. El aseguramiento de la carga fraccionada y de la carga general en el interior de un buque incluye el uso de estiba. Cuando no se disponía de equipos de elevación, los graneles fraccionados se transportaban anteriormente por el hombre dentro y fuera del buque, sobre un tablón, o pasando por una cadena humana. Desde la década de 1960, el volumen de carga a granel ha disminuido enormemente en todo el mundo en favor de la adopción masiva de contenedores.
2. Carga a granel, como la sal, el aceite, el sebo, pero también la chatarra, suele definirse como mercancías que no están ni en palés ni en contenedores. Las cargas a granel no se manipulan como piezas individuales, al igual que las cargas pesadas y de proyecto. La alúmina, el grano, el yeso, los troncos y las astillas de madera, por ejemplo, son cargas a granel. La carga a granel se clasifica como líquida o seca.
3. Carga en contenedores: Los contenedores son la categoría de carga más grande y de más rápido crecimiento en la mayoría de los puertos del mundo. La carga en contenedores incluye todo lo que puede moverse prácticamente dentro de los confines de los contenedores intermodales de tamaño ISO; desde piezas de automóviles, maquinaria y componentes de fabricación hasta zapatos y juguetes, pasando por carne y marisco congelados. Las cargas de contenedores se cuentan normalmente en unidades equivalentes a veinte pies (TEU). Una caja de 20 pies (6,1 m), de 8 pies (2,4 m), y de 8+1/2 pies (2,6 m) o de 9+1/2 de pie (2,9 m) cuenta como 1 TEU. La longitud de caja más utilizada 40 pies (12,2 m) cuenta como dos TEU.
4. Carga neo-granel comprende unidades individuales que se contabilizan a medida que se cargan y descargan, en contraste con la carga a granel que no se contabiliza, pero que no está en contenedores.[2]
5. Carga de proyecto y la carga heavy lift incluyen artículos como equipos de fabricación, acondicionadores de aire, componentes de fábrica, generadores, turbina eólicas, equipos militares y casi cualquier otra carga de gran tamaño o sobrepeso que sea demasiado grande o pesada para caber en un contenedor.
6. Carga rodada: Automóviles se manipulan en muchos puertos y suelen transportarse en buques especializados roll-on/roll-off.

### Aire

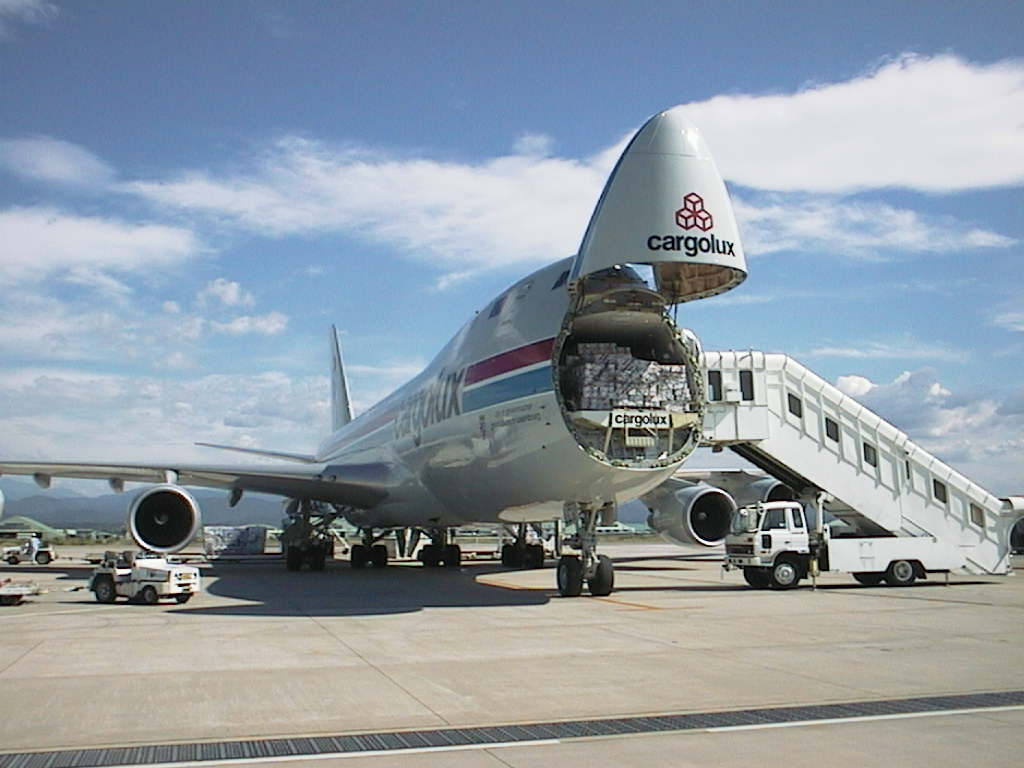
Cargolux Un avión de carga modelo Boeing 747-400F con la puerta de carga del morro abierta.

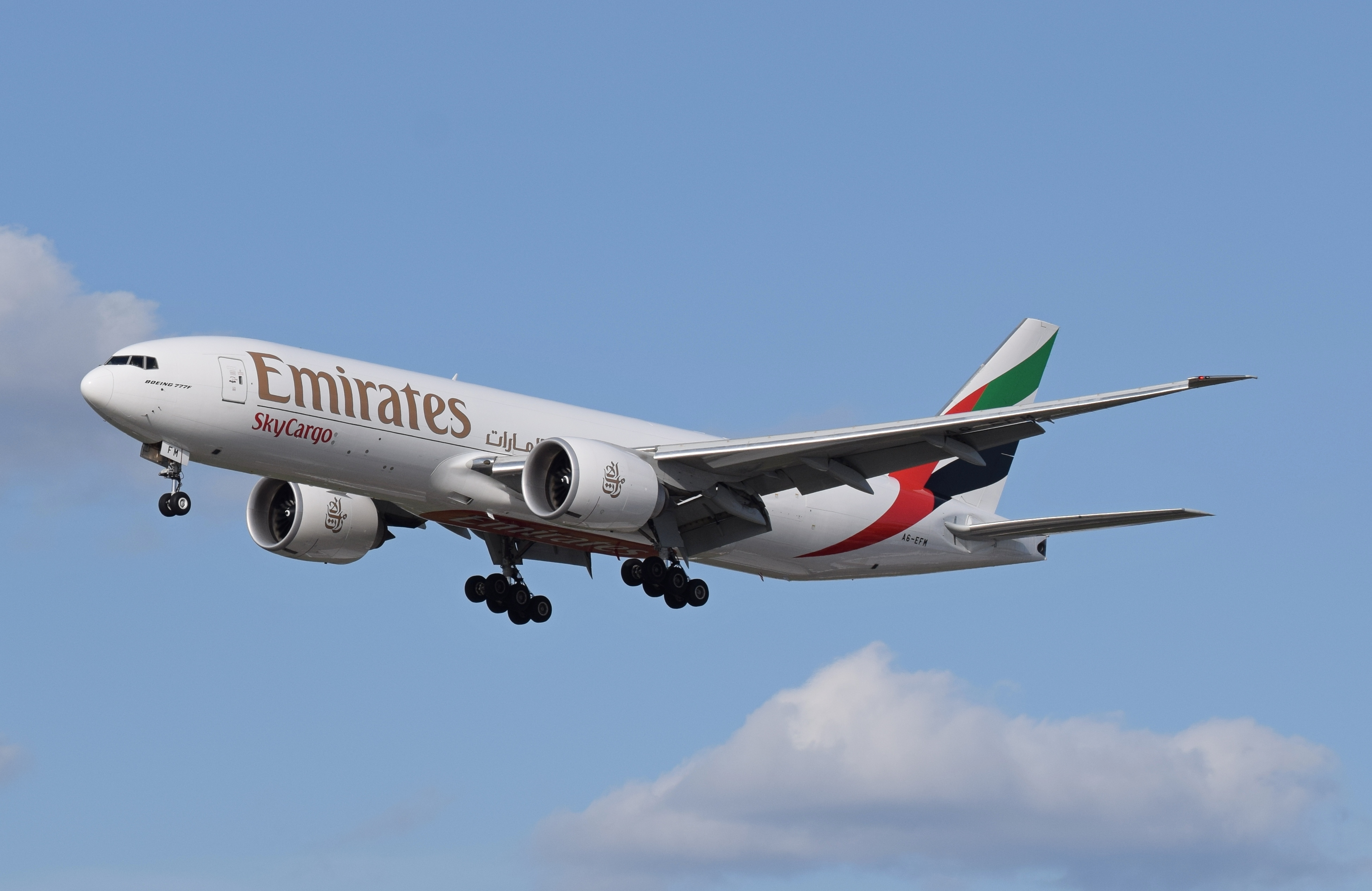
Un avión de carga modelo Boeing 777 de la aerolínea Emirates llega al aeropuerto de Londres Heathrow. (2015).

La carga aérea, comúnmente conocida como flete aéreo, es recogida por las empresas de los cargadores y entregada a los clientes. Los aviones se utilizaron por primera vez para transportar correo como carga en 1911. Con el tiempo, los fabricantes empezaron a diseñar aviones para otros tipos de carga.
Hay muchos aviones comerciales adecuados para transportar carga, como el Boeing 747 y el mayor An-124, que fue construido a propósito para su fácil conversión en un avión de carga. Estas grandes aeronaves emplean contenedores estandarizados de carga rápida conocidos como Elementos unitarios de carga (en inglés ULD, Unit load device), comparables a los contenedores ISO de los buques de carga. Los ULDs se pueden estibar en las cubiertas inferiores (delantera y trasera) de un número de aviones de fuselaje ancho, y en la cubierta principal de algunos cuerpos estrechos. Algunos aviones dedicados a la carga tienen una gran apertura frontal para la carga.
La mayoría de las naciones poseen y utilizan un gran número de aviones militares de carga como el C-17 Globemaster III para las necesidades logísticas.
Los populares aviones comerciales transformados en aviones de carga como el Saab 340A están diseñados para obtener altos ingresos y rentabilidad en operaciones de corto/medio recorrido.
Carga preciosa: La carga preciosa se refiere al envío de objetos de valor como gemas y joyas de forma segura. En los tiempos actuales hay muchas empresas especializadas en este tipo de envíos.

#### Carga aérea
Los envíos de carga aérea son muy similares a los envíos LTL en términos de tamaño y requisitos de embalaje. Sin embargo, los envíos de carga aérea suelen tener que moverse a velocidades mucho más rápidas que 497 mi por hora. Los envíos aéreos pueden reservarse directamente con los transportistas, a través de corredores o con servicios de mercado en línea. Aunque los envíos se mueven más rápido que los LTL estándar, los envíos aéreos no siempre se mueven realmente por aire. En EE. UU., existen ciertas restricciones para los envíos que se mueven por vía aérea en aviones de pasajeros. Los cargadores en EE. UU. deben ser aprobados y ser "conocidos" en el Sistema de Gestión de Embarcadores Conocidos antes de que sus envíos puedan ser licitados en aviones de pasajeros.

### Ferrocarril

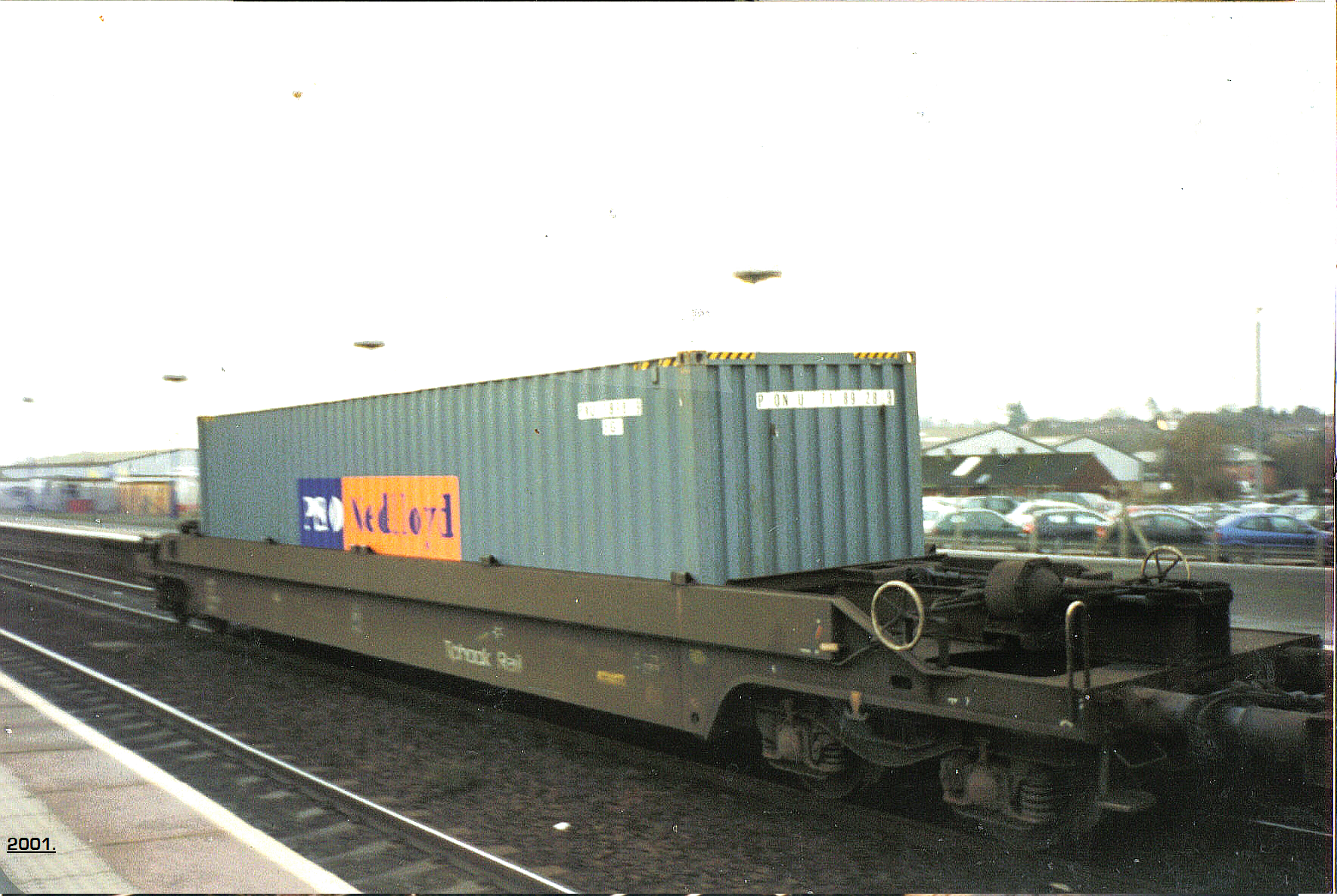
Contenedor intermodal P&O Nedlloyd en un tiphook vagón de pozo en la estación de Banbury. Inglaterra, (2001)

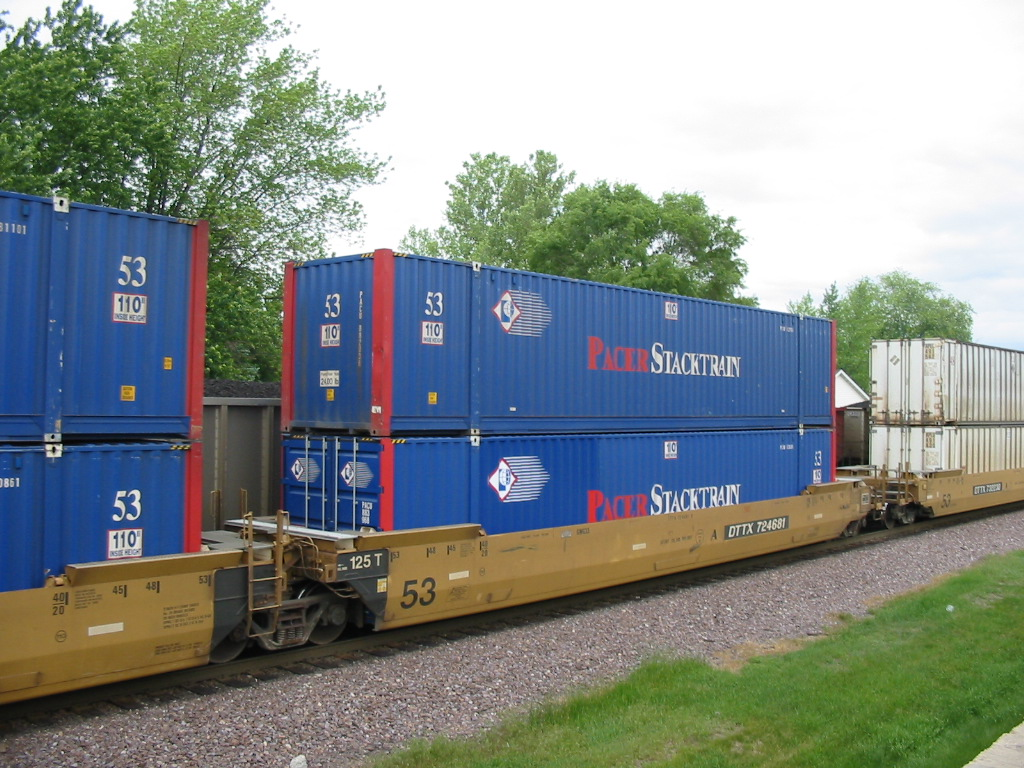
Un vagón de pozo doble pila articulado propiedad de la Compañía TTX. El vagón de capacidad es un Gunderson Maxi-IV.

Los trenes son capaces de transportar un gran número de contenedores procedentes de los puertos de embarque. Los trenes también se utilizan para el transporte de agua, cemento, grano, acero, madera y carbón. Se utilizan porque pueden transportar una gran cantidad y, por lo general, tienen una ruta directa hacia el destino. En las circunstancias adecuadas, el transporte de mercancías por ferrocarril es más económico y eficiente desde el punto de vista energético que la carretera, especialmente cuando se transporta a granel o en largas distancias.
La principal desventaja del transporte de mercancías por ferrocarril es su falta de flexibilidad. Por esta razón, el ferrocarril ha perdido gran parte del negocio del transporte de mercancías en favor del transporte por carretera. El transporte de mercancías por ferrocarril suele estar sujeto a costes de transbordo, ya que debe ser transferido de un modo de transporte a otro. Prácticas como la contenedorización pretenden minimizar estos costes. Cuando se transportan cargas a granel de punto a punto, como el cemento o el grano, con instalaciones especializadas en la manipulación a granel en las vías, el modo de transporte ferroviario sigue siendo la opción más conveniente y preferida.
En la actualidad, muchos gobiernos intentan animar a los transportistas a utilizar el tren con más frecuencia por sus ventajas medioambientales.

### Carretera
Muchas empresas, como Parcelforce, FedEx y R+L Carriers transportan todo tipo de carga por carretera. Estas empresas ofrecen un servicio rápido de entrega, a veces en el mismo día, de casas y contenedores de carga.
Un buen ejemplo de carga por carretera son los alimentos, ya que los supermercados requieren entregas diarias para reponer sus estantes con productos. Los minoristas y los fabricantes de todo tipo dependen de los camiones de reparto, ya sean camiones semirremolques de tamaño completo o furgonetas de reparto más pequeñas. Estas pequeñas empresas de transporte por carretera buscan constantemente las mejores rutas y precios para enviar sus productos. De hecho, el nivel de carga comercial transportada por las empresas más pequeñas suele ser un buen barómetro de un desarrollo económico saludable, ya que son estos tipos de vehículos los que mueven y transportan literalmente cualquier cosa, incluidos los mensajeros que transportan paquetes y correo.
Se pueden ver los diferentes tipos y pesos de los vehículos que se utilizan para mover la carga .

#### Less-than-truckload freight
Carga inferior a la de camión (LTL) es la primera categoría de envío de mercancías, que representa la mayor parte de los envíos de mercancías y la mayoría de los envíos de empresa a empresa (B2B). Los envíos LTL también suelen denominarse carga de motor y los transportistas implicados se denominan transportistas de motor.
Los envíos LTL oscilan entre 50 a 7000 kilogramos (110,2 a 15 432,4 lb), siendo la mayoría de las veces inferiores a 2,5 a 8,5 metros (8' 22/5" a 27' 103/5"). La pieza media de carga LTL es 600 kilogramos (1323 lb) y del tamaño de un palé estándar. Las cargas largas y/o de gran tamaño están sujetas a recargos por longitud y cubicaje extremos.
Los remolques utilizados en LTL pueden oscilar entre 28 a 53 pies (8,53 a 16,15 m). El estándar para las entregas en ciudad suele ser 48 pies (14,63 m). En entornos estrechos y residenciales, el remolque 28 pies (8,53 m) es el más utilizado.
Los envíos suelen estar paletizados, retractilados y embalados para un entorno de carga mixta. A diferencia de los envíos exprés o de paquetería, los expedidores de LTL deben proporcionar su propio embalaje, ya que los transportistas no proporcionan ningún tipo de material de embalaje o asistencia. Sin embargo, las circunstancias pueden requerir el embalaje en cajas u otro tipo de embalaje sustancial.

#### Envío de carga por camión
En los Estados Unidos, los envíos de más de 7000 kilogramos (15 432 lb) suelen clasificarse como carga de camión (TL). Esto se debe a que es más eficiente y económico para un envío grande tener el uso exclusivo de un remolque más grande en lugar de compartir el espacio en un remolque LTL más pequeño.
Según la Fórmula del peso bruto del puente federal, el peso total de un camión cargado (tractora y remolque, equipo de 5 ejes) no puede superar 80 000 libras (36 287 kg) en Estados Unidos. En circunstancias ordinarias, los equipos de largo recorrido pesan alrededor de 15 000 kilogramos (33 069 lb), dejando aproximadamente 20 000 kilogramos (44 092 lb) de capacidad de carga. Del mismo modo, una carga está limitada al espacio disponible en el remolque, normalmente 48 pies (14,63 m) o 53 pies (16,15 m) de largo, 2,6 metros (102,4 plg) de ancho, 9 pies 0 pulgadas (2,74 m) de alto y 4,11 m de alto en total.
Mientras que los envíos exprés, de paquetería y LTL siempre se entremezclan con otros envíos en un mismo equipo y suelen recargarse en varios equipos durante su transporte, los envíos TL suelen viajar como único envío en un remolque. De hecho, los envíos TL suelen entregarse exactamente en el mismo remolque en el que se recogen.

#### Categorías de envíos
La carga suele organizarse en varias categorías de envío antes de ser transportada. La categoría de un artículo se determina por:
- el tipo de artículo que se transporta. Por ejemplo, un hervidor de agua podría encajar en la categoría "artículos domésticos".
- El tamaño del envío, tanto en términos de tamaño como de cantidad.
- cuánto tiempo estará en tránsito el artículo a entregar.

Los envíos se suelen clasificar en artículos domésticos, envíos urgentes, paquetes y envíos de carga:
- Artículos del hogar (HHG) incluyen muebles, arte y artículos similares.
- Expreso: Los artículos comerciales o personales muy pequeños, como los sobres, se consideran expresos de un día para otro o envíos de cartas exprés. Estos envíos rara vez superan unos pocos kilogramos o libras y casi siempre viajan en el propio embalaje del transportista. Los envíos exprés casi siempre recorren cierta distancia por vía aérea. Un sobre puede ir de costa a costa en Estados Unidos de la noche a la mañana o puede tardar varios días, dependiendo de las opciones de servicio y los precios elegidos por el remitente.
- Paquete: Los artículos más grandes, como las cajas pequeñas, se consideran paquetes o envíos terrestres. Estos envíos rara vez superan los 50 kilogramos (110 lb), y ninguna pieza del envío pesa más de 70 kilogramos (154 lb). Los envíos de paquetes siempre van en cajas, a veces en el embalaje del remitente y a veces en el embalaje proporcionado por el transportista. Los niveles de servicio son de nuevo variables, pero la mayoría de los envíos terrestres se mueven alrededor de 800 a 1100 kilómetros (497 a 684 mi) por día. Dependiendo del origen del paquete, puede viajar de costa a costa en Estados Unidos en unos cuatro días. Los envíos de paquetes rara vez viajan por aire y suelen hacerlo por carretera y ferrocarril. Los paquetes representan la mayor parte de los envíos de empresa a consumidor (B2C).
- Carga: Más allá de los envíos HHG, express y de paquetería, los movimientos se denominan envíos de carga.

## Seguridad de la cadena de transporte
Los gobiernos están muy preocupados por el envío de carga, ya que puede traer riesgos de seguridad para un país. Por lo tanto, muchos gobiernos han promulgado normas y regulaciones, administradas por una agencia de aduanas, para el manejo de la carga con el fin de minimizar los riesgos de terrorismo y otros delitos. Los gobiernos se preocupan principalmente por la carga que ingresa a través de las fronteras de un país.
Estados Unidos ha sido uno de los líderes en la seguridad de la carga. Consideran que la carga es una preocupación para la seguridad nacional. Después de los ataques terroristas del 11 de septiembre, la seguridad de esta magnitud de carga se ha puesto de relieve en los más de 6 millones de contenedores de carga que ingresan a los puertos de los Estados Unidos cada año. La última respuesta del gobierno de los EE. UU. a esta amenaza es la CSI: Container Security Initiative. CSI es un programa destinado a ayudar a aumentar la seguridad de la carga en contenedores enviada a los Estados Unidos desde todo el mundo. Europa también se está centrando en este tema, con varios proyectos financiados por la Unión Europea en marcha.